# NGC 5398
| Galáxia espiral NGC 5398 |                                                           |
|                          |                                                           |
| Dados do catálogo:       |                                                           |
| Classificação do objeto: | SB                                                        |
| Brilho superficial       | 14,1                                                      |
| Massa (Sol=1)            | ----                                                      |
| Outras denominações:     | MCG-05-33-037, ESO 384-G032, UA 379, h 3552, GC 3734, etc |

NGC 5398 é uma galáxia espiral situada na direção da constelação do Centauro. Possui uma magnitude aparente de 12,6, uma declinação de -33º 03' 45" e uma ascensão reta de 14 horas, 01 minutos e 21,9 segundo.